# 懷馬盧 (夏威夷州)
懷馬盧（英語：Waimalu）是位於美國夏威夷州檀香山縣的一個人口普查指定地區。

## 地理
懷馬盧的座標為21°23′57″N 157°56′54″W / 21.39917°N 157.94833°W，而該地最高點為海拔高度115米（即377英尺）。

## 人口
根據2010年美國人口普查的數據，懷馬盧的面積為5.00平方千米，當中陸地面積為4.70平方千米，而水域面積為0.30平方千米。當地共有人口13730人，而人口密度為每平方千米2,746人。